# Tylopilus
Tylopilus là một chi nấm được tách ra từ Boletus. Chi này có loài nấm tràm (Tylopilus felleus) có vị đắng, là loài duy nhất được tìm thấy ở châu Âu. Nhiều loài khác được tìm thấy ở Bắc Mỹ, như các loài nấm ăn được Tylopilus chromapes. Có khoảng 75 loài trong chi.

## Các loài
- Tylopilus alboater
- Tylopilus ammiratii
- Tylopilus amylosporus
- Tylopilus appalachiensis
- Tylopilus atratus
- Tylopilus atronicotianus
- Tylopilus badiceps
- Tylopilus ballouii
- Tylopilus brunneus
- Tylopilus chromapes
- Tylopilus conicus
- Tylopilus eximius
- Tylopilus felleus: Nấm tràm
- Tylopilus ferrugineus
- Tylopilus formosus
- Tylopilus griseocarneus
- Tylopilus humilis
- Tylopilus indecisus
- Tylopilus intermedius
- Tylopilus minor
- Tylopilus nebulosus
- Tylopilus peralbidus
- Tylopilus plumbeoviolaceus
- Tylopilus pseudoscaber
- Tylopilus rhoadsiae
- Tylopilus rhodoconius
- Tylopilus rubrobrunneus
- Tylopilus sordidus
- Tylopilus tabacinus
- Tylopilus variobrunneus
- Tylopilus violatinctus
- Tylopilus williamsii